# Fornells
Fornells är en ort i Spanien.   Den ligger i regionen Balearerna, i den östra delen av landet, 700 km öster om huvudstaden Madrid. Fornells ligger 8 meter över havet och antalet invånare är 1 017. Den ligger på ön Menorca.
Terrängen runt Fornells är varierad. Havet är nära Fornells åt nordost.  Närmaste större samhälle är Mercadal, 8,0 km söder om Fornells. 